# Bongiardo
(Giovanni Verga, Nedda)
Bongiardo è una parte del comune di Santa Venerina, nella Città metropolitana di Catania, parte integrante del centro urbano  del capoluogo. Si trova nella parte occidentale del Comune, verso Zafferana Etnea.

## Storia
Nel dicembre del 1125, Ruggero II dona al vescovo di Catania due vaste tenute di terre di pertinenza del demanio regio: una che comprendeva ampi territori della piana di Catania, più precisamente nei pressi di Lentini, l’altra la piana e i boschi di Mascali. Il toponimo Blanchardo lo si ritrova per la prima volta nel diploma di Ruggero II conservato nell'Archivio diocesano di Catania, con il quale il Conte stabiliva i confini tra il Bosco Etneo e il territorio di Mascali ”... a Calanna descendit flumine flumine foci usque ad Dei Genitricem Eremitarum, ed inde cavulis cavulis, usque ad vivum fontem de hospitali Blanchardi. Grazie alla presenza delle acque dovute alla sorgente Indubbiamente il sito fu subito vissuto e  il primitivo piccolo  nucleo abitato, svolse un ruolo importante per la sicurezza e l'ospitalità. Oltre all'acqua sorgiva, infatti, vi si trovava qualche piccola bottega e una locanda (hospitale) per il ristoro dei viandanti che attraversavano la strada regia verso Messina o in senso inverso per Catania, o che semplicemente si addentravano nei boschi della zona ricchi di cacciagione e frutti selvatici. La suddivisione territoriale del versante sud-orientale dell’Etna offre i primi dati importanti sulla storia di Bongiardo. Quell’area comprendeva tre circoscrizioni amministrative: il bosco di Catania, il bosco di Jaci, il feudo di Mascali. Il confine delle prime due era determinato dalla «via puplica et magna», strada di lunga percorrenza che collegava Catania a Messina; mentre un vallone separava il territorio di Mascali dagli altri due boschi. L’hospitali di Blanchardo sorgeva nel punto di congiunzione di questi conini. La ragione di tale collocazione è facilmente intuibile: la presenza di uno snodo viario importantissimo e la presenza di una fonte d’acqua perenne, denominata l’aqua di Branjardu. Giuseppe Recupero, nel primo volume della Storia naturale e generale dell’Etna del 1815 cosi scrive: Sopra il Villaggio di Bongiardo sgorga un’acqua molto limpida e copiosa, quantunque non fosse stata mai tentata da mano industre la sua vena per tirarne maggior copia… Il destino di quella bellissima fontana è solamente per dissetarsi gli abitanti di quei contorni ed il loro bestiame, lasciando perdere tutto il di più nel vicino vallone… Circa la purezza dell’acqua posso dire di aver minutamente visitato tutto il canale, senza avere scoperto un segno certo di materia estranea, o sia bitume deposto nell’acqua, come l’ho veduto quasi in tutte le altre sorgenti. Sicuramente la grande eruzione che sconvolse queste contrade tra il 1284 e il 1285, fece aumentare i pochi nuclei abitati residenti. Infatti, così come riferisce Nicolò Speciale, cronista dell'epoca, la colata lavica tutto distrusse, lasciando ancora intatta la Trichora Bizantina di Santo Stefano, i cui ruderi, sfidando i secoli, sono giunti fino a noi. Naturale fu per i poveri abitanti della contrada, spostarsi nella zona ove abbondava l'acqua. Un’ulteriore importante testimonianza del XIV secolo è la Historia Sicula di Fra Michele da Piazza, in cui è narrata la storia del Duca Giovanni, fratello di Pietro d'Aragona, il quale, cercando scampo dalla peste, che imperversava a Messina,  si fermò nel bosco nei pressi della chiesa del SS. Salvatoris in Blanchardu, ma poi ritenedola, troppo vicina alla strada per Messina, quindi in pericolo di contagio, si rifugiò nell'eremo di Sant'Andrea nei boschi di Milo, che egli stesso aveva fondato anni prima. ma anche qui la morte lo raggiunse. 
Nei secoli XV e XVI Brangiardo divenne un'importante snodo per accedere ai pascoli acquisiti per concessione dal vescovo di Catania, conte di Mascali, ai fini del pascolo estivo e autunnale nei boschi della Contea: infatti, qui a Bongiardo era posto uno dei contatori per l'accesso e per il pagamento delle gabelle. Nel 1639 la parte del Territorio che trovavasi nel bosco d'Aci, a seguito della divisione delle Aci, entrò a far parte della nuova Università dell'Aci Superiore o meglio conosciuta come Aci SS. Antonio e Filippo, insieme a Pisano, Casallotto, Valverde, San Filippo, Trezza, Scarpi o Catena, Santa Lucia. La parte est del territorio rimase sotto la giuridisdizione dell'Universita di Aci Aquilia. Già territorio di confine, tra la Diocesi di Messina e quella di Catania, tra il Bosco etneo e il Bosco di Aci, ora il piccolo borgo si espandeva su territori diversi. A sud Aci SS. Antonio e Filippo, a est Aci Aquilia, a ovest Viagrande, a nord la  contea di Mascali. 
Agli inizi del secolo XVIII, visto l'aumento della popolazione e le distanze  dai centri principali, si rese necessario provvedere ad un adeguato servizio religioso. Nel 1723 i coniugi Francesco e Giovanna Pulvirenti del quartiere della Catena, su di un terreno messo a disposizione dal Secreto di Aci SS. Antonio e Filippo, fondarono la Chiesa della Madonna del Carmine e delle Anime Purganti e la dotarono con atto notarile del 24 gennaio 1726. Ancora nel 1749 il territorio posto ad est, ormai da un centinaio di anni nella giuridisdizione del comune di Aci Aquilia, veniva indicato come  "contrada Branciardo". In quell'anno si inizio a costruire la Chiesa di Santa Venera, così a poco a poco nacque a valle il toponimo di Santa Venerina. 
Il 21 settembre 1826 un decreto del re Francesco I dispose che i quartieri Zafarana Etnea, Sarro, Rocca d'Api, Bongiardo e Pisano formassero, distaccandosi dai comuni di Trecastagni, Viagrande ed Aci SS. Antonio e Filippo, un nuovo comune col nome di Zafarana Etnea, poi Zafferana Etnea. Il XIX secolo fu un periodo di grande sviluppo: a Bongiardo si stabilirono una borghesia e una piccola nobiltà, le quali traevano grandi profitti dalla coltivazione degli ubertosi vigneti. Già sin dal 1818 erano presenti in paese un medico, un notaio, diversi sacerdoti e tanti nobili, tanto che fu aperto in paese un circolo per i nobili. Questa condizione favorevole, la posizione sulla Strada Reale, inorgoglì non poco i bongiardesi, che nel 1848, in occasione dei moti siciliani, formarono un comitato civico staccato da quello di Zafferana e iniziarono a sognare un'autonomia amministrativa. Il sogno fu di breve durata e in breve tempo il tutto rientro nella normalità a seguito della repressione della rivoluzione.
Purtroppo il 17 giugno 1879 un terribile terremoto con epicentro in Bongiardo provocò in questo centro 11 morti. In quell'occasione il Borgo vide la presenza paterna e confortante dell'Arcivesco di Catania, S.E. Mons. Giuseppe Benedetto Dusmet, OSB, futuro cardinale e oggi Beato. 
Nel 1934 con la costituzione a comune autonomo di Santa Venerina, Bongiardo nella parte più consistente vi entro a fare parte. In quella occasione si crearono tanti malumori circa la denominazione del nuovo comune, che non rispettò gli accordi precedenti. 
Bongiardo mantiene religiosamente l'appartenenza all'arcidiocesi catanese, mentre il resto del paese è sotto le dipendenze della diocesi di Acireale, e una parte consistente di territorio, ivi compresa la chiesa filiale di Sant'Antonio e il cimitero, nel Comune di Zafferana Etnea. 
Il 29 ottobre 2002 il paese è stato seriamente danneggiato dal terremoto di Santa Venerina di magnitudo 4,5 della scala Richter. Purtroppo da quella data la chiesa parrocchiale resta chiusa e in ristrutturazione.

## Origini del nome
Il toponimo Bongiardo deriva dall'evoluzione dell'antico Blanchardu, passando attraverso forme intermedie come Blanciardu o Mangiardu, influenzato dalle modifiche storiche e linguistiche nel tempo. Il primo documento che menziona Blanchardu risale al 1124, in un diploma di Ruggero II in cui confermava al vescovo di Catania il feudo di Mascali: "Usque ad vivum fontem de hospitali Blanchardi". Il termine Blanchardi sembra essere di origine francese, usato nei documenti medievali per indicare luoghi o oggetti con vocaboli in dialetto, visto che il francese era diffuso in Sicilia sotto i Normanni. L'etimologia è incerta; alcuni suggeriscono che derivi da blan-chard ("bianchi cardi"), mentre altri ritengono che Blanchardi possa derivare da blanc ("bersaglio") e harde ("branco di animali da caccia"), indicante un luogo con abbondante selvaggina di facile caccia.

## Monumenti e luoghi d'interesse

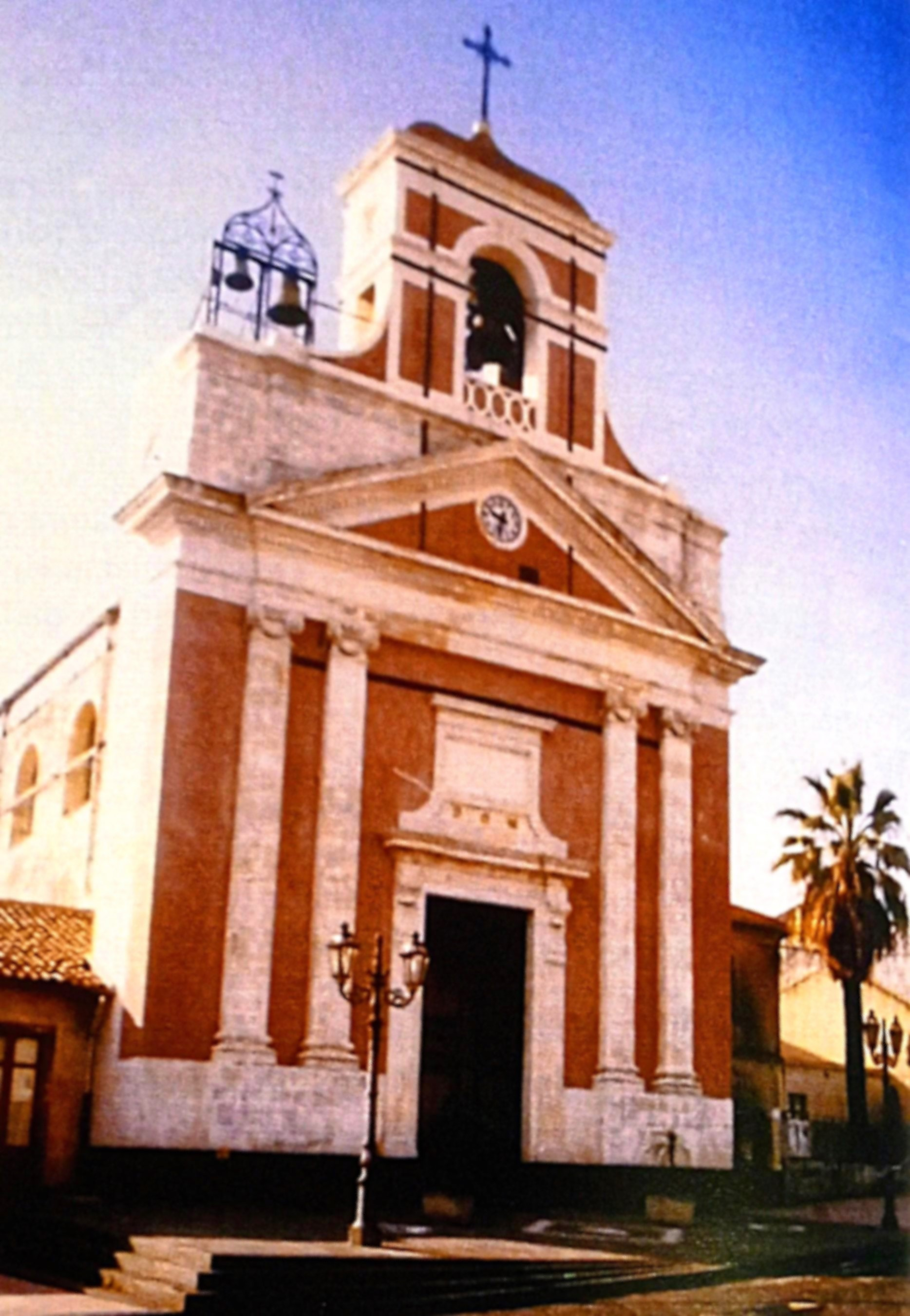
Chiesa di Maria Santissima del Carmelo e delle Anime Purganti di Bongiardo (Santa Venerina)

La Chiesa parrocchiale di Maria Santissima del Carmelo è il principale luogo di culto di Bongiardo. La chiesa fu elevata, a proprie spese, nel 1723 dai coniugi Francesco e Giovanna Pulvirenti sotto il titolo di Santa Maria del Carmelo e delle Anime Purganti in una porzione del loro vigneto avuto dalla Regia Corte su autorizzazione del Regio Segreto competente, sito nella contrada di Ardichetto. Nel 1730 la chiesa e il terreno circostante furono affidate ai Padri Mercedari del convento di Santa Domenica di Aci Sant'Antonio i quali se ne occuparono fino al 1778, quando la lasciarono per essere diretta da una Commissione Laicale. Dopo tante lotte con il Vicario di Sant'Antonio finalmente, il 23 luglio 1810, venne eretta Sacramentale curata autonoma con assegnato anche tutto il territorio di Pisano e parte di Fleri, motivo per cui assunse il titolo di Chiesa Madre, utilizzato fino ad un 50ennio fa. Tra il 1846 e il 1847 la chiesa fu sottoposta ad interventi di straordinaria manutenzione comprendenti, tra l’altro, l’arricchimento della facciata sormontata da un’imponente cella campanaria. Il disastroso terremoto del 17 giugno 1879 ne fece crollare buona parte del tetto del coro. L'allora vescovo di Catania Monsignor Giuseppe Benedetto Dusmet (Poi cardinale e oggi Beato) e il cappellano curato di Bongiardo fra' Giovan Battista Zullo da Francavilla, cappuccino (1836-1908, vittima del terremoto di Messina), si prodigarono per una rapida ricostruzione, ingrandimento e riapertura al culto. Nel 1881, però, a causa dell’alluvione che colpì la contrada, buona parte dei muri del coro recentemente ricostruiti crollarono. Ancora una volta Mons. Dusmet elargì la somma necessaria alle riparazioni. Nell’agosto del 1894 l’ennesimo evento sismico mise in serio pericolo la stabilità della struttura. In Santa Venerina le scosse sismiche di maggiore intensità si replicarono dal giorno 7 al 22 agosto. L’onda sismica dell’11 agosto avvenuta alle ore 9:30 procurò a Santa Venerina molti danni, ma in particolare a Bongiardo dove danneggiò, nuovamente, la chiesa a cui, nel 1910 fu aggiunta una robusta ferratura, insieme all’inserimento di dischi metallici nella struttura. Il 21 giugno 1926 venne elevata a Parrocchia una tra le prime in tutta la Diocesi di Catania, che allora riconosceva nell'Arcivescovo l'unico parroco. Nel 1934 il sito della chiesa e metà del territorio di appartenenza conflui nel nascente comune di Santa Venerina. Sull'edificio infierì anche il terremoto di Santa Venerina del 2002 che causò gravi danni strutturali alla chiesa.

## Società

### Religione
La religione di gran lunga più professata è quella cristiana nella sua confessione cattolica. Bongiardo, a differenza del resto del territorio santavenerinese, è soggetta all'arcidiocesi di Catania e non alla diocesi di Acireale.

### Tradizioni e folklore
Bongiardo festeggia la sua amata patrona, la Madonna del Carmelo, con due ricche giornate di festeggiamenti. Da quando la chiesa parrocchiale è divenuta nel 2002 inagibile, i festeggiamenti sono stati spostati sia nell'oratorio parrocchiale, che nella chiesa tenda (fino al 2014). I festeggiamenti iniziano il 16 luglio, giornata liturgica della Madonna del Carmelo, con la tradizionale “svelata” della Patrona. La domenica successiva al 16 è la giornata principale dei festeggiamenti, la giornata della festa esterna, in cui la sera si svolge la processione per le vie del paese. La Madonna esce al calar della sera, al termine della Santa Messa solenne, tra lo sparo dei fuochi d'artificio ed il lancio di carte multicolori. Dopo l'esecuzione della tradizionale "Cantata" da parte dei devoti, inizia la solenne processione che si conclude nuovamente nell'oratorio. La domenica successiva alla festa cittadina, l’ottava, vi è la tradizionale “chiusura” dei festeggiamenti.

#### La cantata
La Cantata in onore della Madonna del Carmelo è una composizione musicale tradizionalmente eseguita prima della processione cittadina della Patrona di Bongiardo. La Cantata è divisa in tre movimenti: Inno, Preghiera e Cabaletta.

#### A calata di l’angilu
Durante la processione per le vie del paese, una statuetta di Angelo viene fatta scendere dal cielo portando, tradizionalmente, dei fiori alla Patrona. 

## Cultura
A Bongiardo sono ambientati una parte della novella Nedda di Giovanni Verga (considerata una delle prime opere in cui l’autore avvia il suo percorso verso il verismo) e il romanzo Pietresante, le figlie dell'Etna di Marcello Proietto. In particolare, all'interno della novella verghiana il quartiere di Bongiardo riveste un ruolo centrale, costituendo lo sfondo geografico e sociale in cui si muove la protagonista, incarnando la realtà rurale e contadina della Sicilia ottocentesca. 